# Angelica Pandolfini
Angelica Pandolfini (Spoleto, 21 agosto 1871 – Lenno, 15 luglio 1959) è stata un soprano italiano.

## Biografia
Figlia del famoso baritono Francesco Pandolfini (1836 - 1916) e sorella di Franco, anche lui cantante (tenore, allievo del padre), si reca a Parigi per completare i propri studi di pianoforte; contemporaneamente studia canto con il maestro Jules Massart.
Debutta nel 1894 al Teatro Comunale di Modena interpretando Margherita nel Faust di Charles Gounod.
Nello stesso anno al Teatro Reale di Malta interpreta Cavalleria rusticana di Pietro Mascagni, Pagliacci di Ruggero Leoncavallo e Manon Lescaut di Giacomo Puccini.
Nel 1896, tornata in patria, si afferma come una delle migliori Mimì de La bohème di Puccini, al Teatro Comunale di Bologna, diretta da Arturo Toscanini; nello stesso ruolo l'anno successivo debutta al Teatro alla Scala di Milano sotto la direzione di Leopoldo Mugnone. Canta Mimì anche al Teatro Argentina di Roma, al Teatro Pagliano (attualmente Teatro Verdi) di Firenze, al Teatro Sociale di Como e al Teatro Rossini di Venezia. Le interpretazioni di Mimì le procurano una notevole popolarità, non solo in Italia. Come interprete pucciniana si distingue inoltre in Tosca, al Politeama Genovese, in  Madama Butterfly e in Le Villi, al teatro Comunale di Bologna.
.
Nel 1898 al Teatro di San Carlo di Napoli ripropone La bohème; a seguire si esibisce nella prima assoluta di La Camargo (versione rivista) di Enrico de Leva e ne La traviata di Giuseppe Verdi; anche l'interpretazione di Violetta contribuisce non poco alla sua fama. Nello stesso anno torna al Teatro alla Scala, chiamata da Toscanini che nel frattempo ne era divenuto Direttore artistico, per cantare ne I maestri cantori di Norimberga di Richard Wagner e in Falstaff di Giuseppe Verdi, opere entrambe dirette dallo stesso Toscanini.
Tra il 1900 e il 1901 torna al San Carlo di Napoli e canta in:
- La resurrezione di Lazzaro, oratorio in 2 parti per voci, coro, organo e orchestra di don Lorenzo Perosi, dirige Vittorio Mingardi, prima assoluta;
- Le maschere, commedia lirica e giocosa di Pietro Mascagni;
- Fedora, melodramma in 3 atti di Umberto Giordano. (Ripresa l'anno seguente al Teatro Massimo di Palermo).

Queste ultime sono dirette da Leopoldo Mugnone.
Ma il successo più grande arriva con Adriana Lecouvreur di Francesco Cilea; la prima assoluta, il 6 novembre 1902 al Teatro Lirico di Milano, è un trionfo. Suo partner nel ruolo di Maurizio è Enrico Caruso, il baritono nel ruolo di Michonnet è Giuseppe De Luca, il direttore è Cleofonte Campanini. Nello stesso ruolo si esibisce al Teatro Nacional de São Carlos di Lisbona, al Gran Teatre del Liceu di Barcellona, nel 1903 al Teatro Colón di Buenos Aires e al Teatro Comunale di Trieste nel 1904. Ancora nel 1904 interpreta Madama Butterfly ad Alessandria d'Egitto e nel 1905 a Il Cairo. Lo stesso anno è di nuovo Cio-Cio-San a Milano, al Teatro Dal Verme, con grande successo. A Lisbona nel 1903 e nel 1906 si esibisce anche nell'Aida di Verdi.
Sempre nel 1906, in prima assoluta al Teatro alla Scala di Milano, interpreta Mila di Codra ne La figlia di Iorio di Alberto Franchetti, libretto di Gabriele D'Annunzio, dirige Leopoldo Mugnone.
Nel 1907 è di nuovo nella parte di Adriana Lecouvreur al Gran Teatro La Fenice di Venezia, dirige Tullio Serafin.
Nel 1907 riprende al Teatro Costanzi di Roma La traviata, dirige Rodolfo Ferrari.
A Madrid al Teatro Real nel 1908 canta in Mefistofele di Arrigo Boito e in Otello di Verdi. Nello stesso anno si esibisce al Teatro Politeama di Genova in Marcella di Giordano e Gloria di Francesco Cilea. Tra i suoi ruoli anche: Sieglinde in La Valchiria di Richard Wagner, Charlotte in Werther di Jules Massenet e Irène in Sapho sempre di Massenet.
Nel 1909 si sposa e si ritira dalle scene. Si dedica all'insegnamento: uno dei suoi studenti più famosi è il tenore Georges Thill.
Resta famosa per la bellezza della sua voce e per le doti sceniche. È considerata una delle prime cantanti-attrici del secolo, è apprezzata come interprete dell'opera verista in quanto porgeva il proprio canto in modo generoso, appassionato ed immediato, talora accompagnato da effetti realistici. Insieme a Cesira Ferrani è considerata una caposcuola della sincerità espressiva, del vocalizzo appassionato e intimista.
(Rodolfo Celletti - Le grandi voci: Dizionario critico, biografico dei cantanti, Istituto per la collaborazione culturale, 1964)
La sua bisnipote e la poetessa francese Sandra Moussempès che ha scritto un libro sotto Angelica Pandolfini

## Le incisioni
La Pandolfini fece distruggere le matrici, e le copie esistenti in magazzino, solo tre mesi dopo averle incise. Ecco perché le sue incisioni sono considerate, a livello collezionistico, delle assolute rarità. Molti cantanti si comportarono in modo simile, altri rifiutarono a priori la nuova tecnologia; questo spiega perché manchino testimonianze sonore di tanti importanti artisti dell'epoca.
Il motivo è ben spiegato in uno scritto del 1948 intitolato Il lacerato spirito (dalla raccolta di prose Farfalla di Dinard), di Eugenio Montale: 

## Discografia
- The creators of verismo. Vol. 1, Bellincioni, Pandolfini, and the Siberia creator-recordings (Registrato a Milano tra il 1902 e il 1914, e a Parigi nel 1905). Angelica Pandolfini: registrazioni complete. Gramophone e Typewriter Limited, Milano, 1903. Al pianoforte Salvatore Cottone.

Adriana Lecouvreur. Io son l'umile ancella, Francesco Cilea (2,51) (Con371) 53340
Mefistofele. L'Altra notte, Arrigo Boito (3:56) (Con735) 053044
Le nozze di Figaro. Deh vieni, non tardar, Wolfgang Amadeus Mozart, (3:18) (Con718) 053037
Chanson de Florian, Benjamin Godard (2:31) (Con364) 53333
All'ombra di tal quale faggio, Wilhelm Taubert (2:58) (Con719) 053038
- The Harold Wayne Collection, Vol. 3 (1902-1907)

Chanson de Florian, Benjamin Godard, (2:28) 1903 Milan - Red G&T 53333 - Con 364 - CD 1073
Adriana Lecouvreur: Sortita di Adriana, Francesco Cilea, (2:48) 1903 Milan - Red G&T 53340 - Con 371 - CD 1073
Le Nozze di Figaro: Deh vieni non tardar, Wolfgang Amadeus Mozart, (3:16) 1903 Milan - Red G&T 533037 - Con 718 - CD 1073
- The Record Of Singing Vol. 1 (1899-1919)

Chanson d'Estelle, Benjamin Godard
- In Memoriam

Chanson de Florian, Benjamin Godard